# برج زياد (ألقورات)
برج زیاد (بالفارسية: برج زیاد) هي مستوطنة تقع في إيران في قسم ألقورات الريفي. يقدر عدد سكانها بـ 119 نسمة .